# Distré
Distré är en kommun i departementet Maine-et-Loire i regionen Pays de la Loire i nordvästra Frankrike. Kommunen ligger i kantonen Saumur-Sud som tillhör arrondissementet Saumur. År 2022 hade Distré 1 812 invånare.

## Befolkningsutveckling
Antalet invånare i kommunen Distré
| Referens: INSEE |